# Теофилос Гацос
Теофилос Димитриу Гацос (на гръцки: Θεόφιλος Δημητρίου Γάτσος) е гръцки политик от втората половина на XX век.

## Биография
Роден е в 1930 година в южномакедонското мъгленско градче Съботско (Аридеа), Гърция. По образование е лекар. На 30 май 1974 година печели първите местни избори след падането на хунтата и става кмет на Съботско, побеждавайки Йоанис Гаврас и Клеантис Ятридис. На вторите местни избори на 15 октомври 1978 година отново печели кметското място от Нова демокрация с 58% срещу Йоанис Гаврас, който остава с 42%. В 1981 година е избран за депутат от Нова демокрация от ном Пела с 8571 гласа и напуска кметското място. Отново е избран за депутат от ном Пела на изборите през 1985 година. Три месеца след изборите заедно с 10 депутати се отцепва от Нова демокрация и участва в основаването на Демократично обновление на Константинос Стефанопулос.